# Tsuzumi
Le tsuzumi (鼓) est un tambour japonais d'origine sino-indienne (zhanggu et urumee), également utilisé dans la musique coréenne sous le nom de janggu. Il est constitué d'un corps en bois en forme de sablier à deux têtes avec des cordes qui peuvent être pressées ou libérées pour augmenter ou diminuer la tension de chacune des têtes. Ce mécanisme permet au joueur d'augmenter ou de diminuer la hauteur du tambour tout en jouant, un peu comme le tama africain.
Les soins pour cet instrument lui sont propres en ce que les têtes du tambour doivent être exposées à l'humidité pour produire un son souhaitable. Avant de jouer du tsuzumi, l'instrumentiste respire très près de la tête qui sera frappée. À l'occasion, il prend même un peu de salive et l'applique sur la tête du tambour. La qualité du son du tambour dépend de la quantité d'humidité présente dans l'atmosphère où il est joué. Pour s'assurer que les têtes du tambour sont humides, le joueur respire régulièrement dans la tête de tambour quand il ne joue pas.
Le tsuzumi est utilisé dans la musique de théâtre nō et kabuki, mais aussi dans le min'yō (民謡), musique folklorique japonaise. Il est souvent joué avec son grand homologue, l'ōtsuzumi (大鼓) (litt. « grand tsuzumi », aussi appelé ōkawa (大革?, litt. « grande peau ») ). Ainsi, le tsuzumi est aussi appelé le kotsuzumi (小鼓), ou « petit tsuzumi ».